# Volkswagen Lavida
Volkswagen Lavida – samochód produkowany na rynek chiński od 2008 przez Shanghai Volkswagen w Szanghaju. Od 2018 roku jest produkowana trzecia generacja modelu.

## Pierwsza generacja

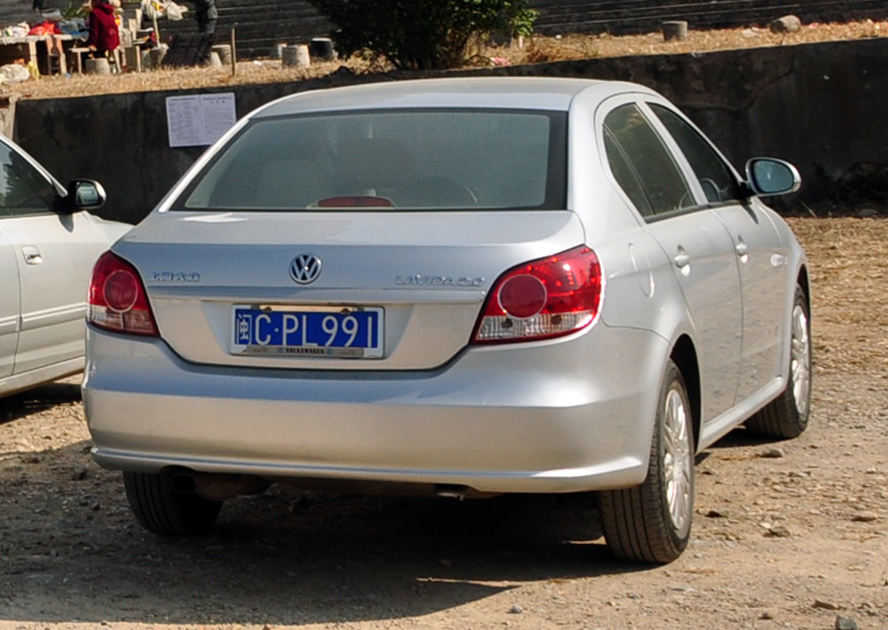
Volkswagen Lavida I – tył

Volkswagen Lavida I został zaprezentowany po raz pierwszy w 2008 roku.
Samochód zbudowany jest na płycie podłogowej PQ34 od Audi A4 i Volkswagena Jetty. Wyprodukowano łącznie ponad 700 tys. egzemplarzy pierwszej generacji.

## Druga generacja

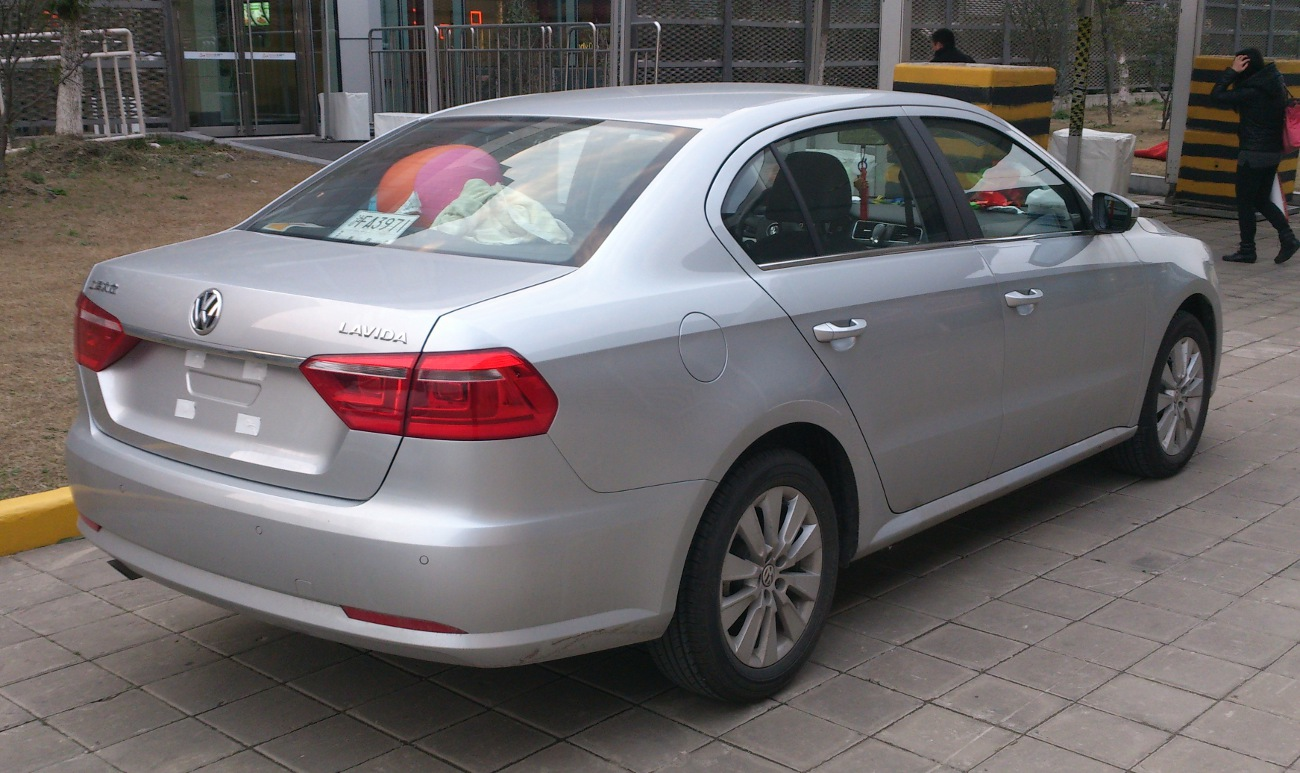
Volkswagen Lavida II przed liftingiem – tył

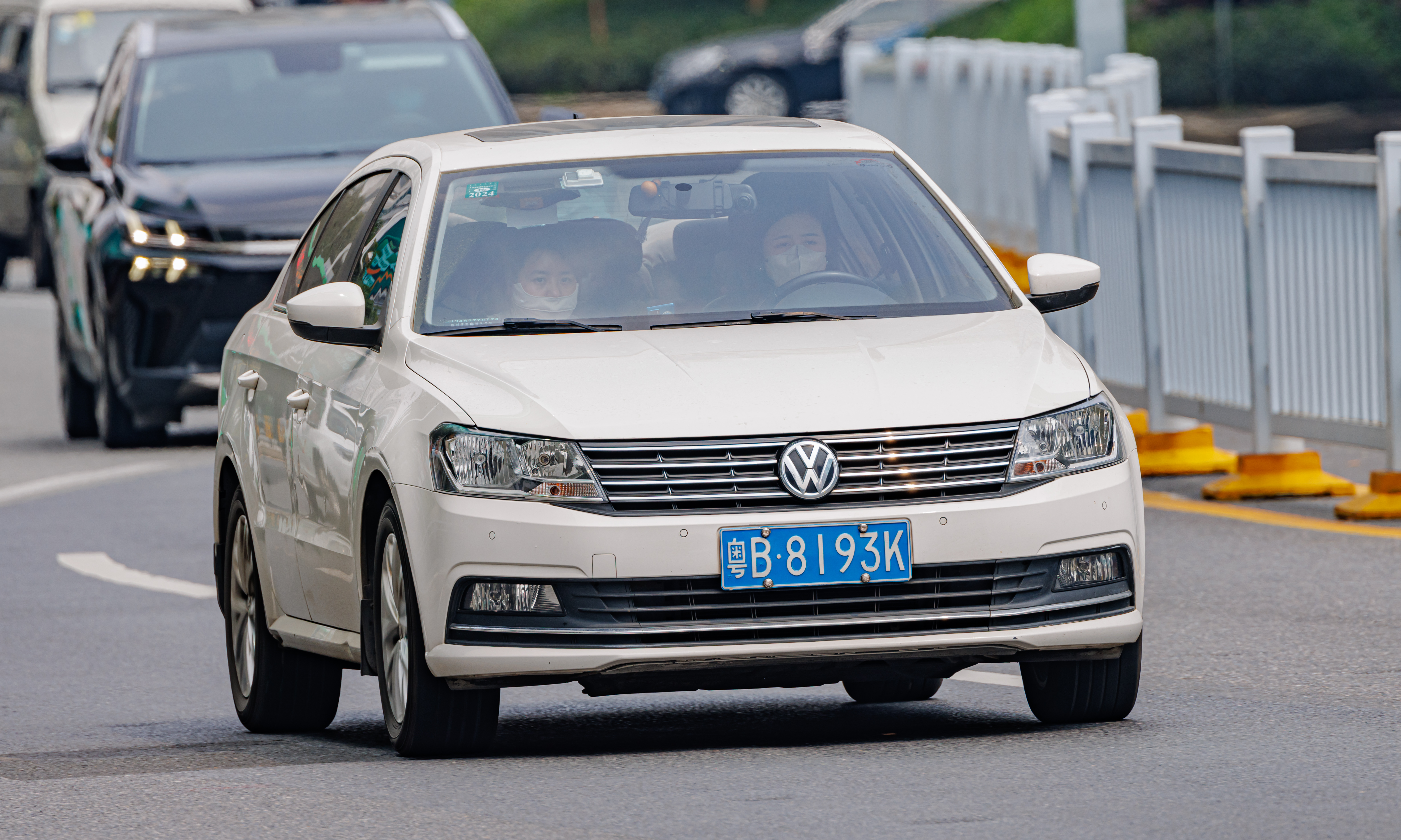
Volkswagen Lavida II po liftingu

Volkswagen Lavida II został zaprezentowany po raz pierwszy w połowie 2012 roku.
Druga generacja ma bardziej stylowy wygląd niż poprzednik oraz ma wydłużony rozstaw osi. Jest krótszy, niższy i szerszy od poprzednika. Budowa samochodu została wykorzystana m.in. do Škody Octavii.
W maju 2018 r. model razem z Tiguanem, Santaną i Lamando w ramach Stowarzyszenia Narodów Azji Południowo-Wschodniej wprowadzono do sprzedaży w Filipinach. 

### Lifting
W 2015 roku samochód przeszedł obszerny lifting. Zmianie uległy tylny i przedni zderzak, grille i światła przednie.

### Volkswagen Gran Lavida

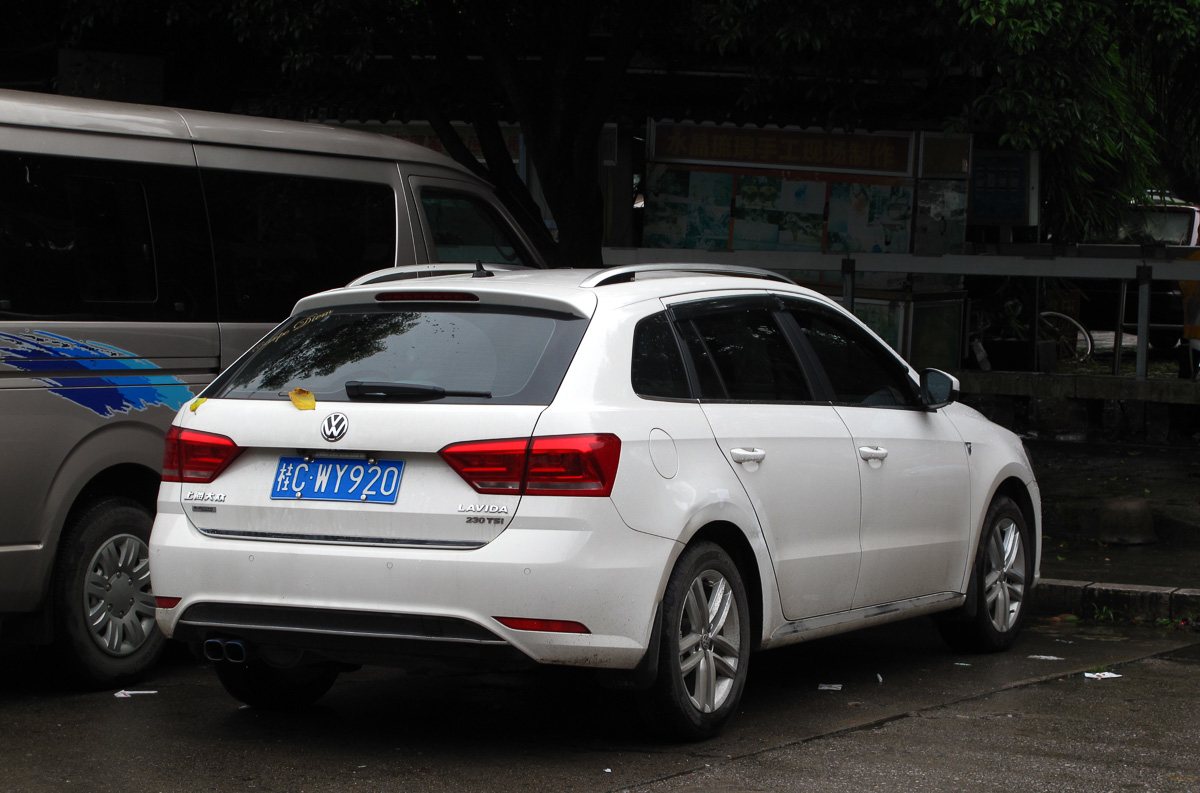
Volkswagen Gran Lavida I przed liftingiem – tył

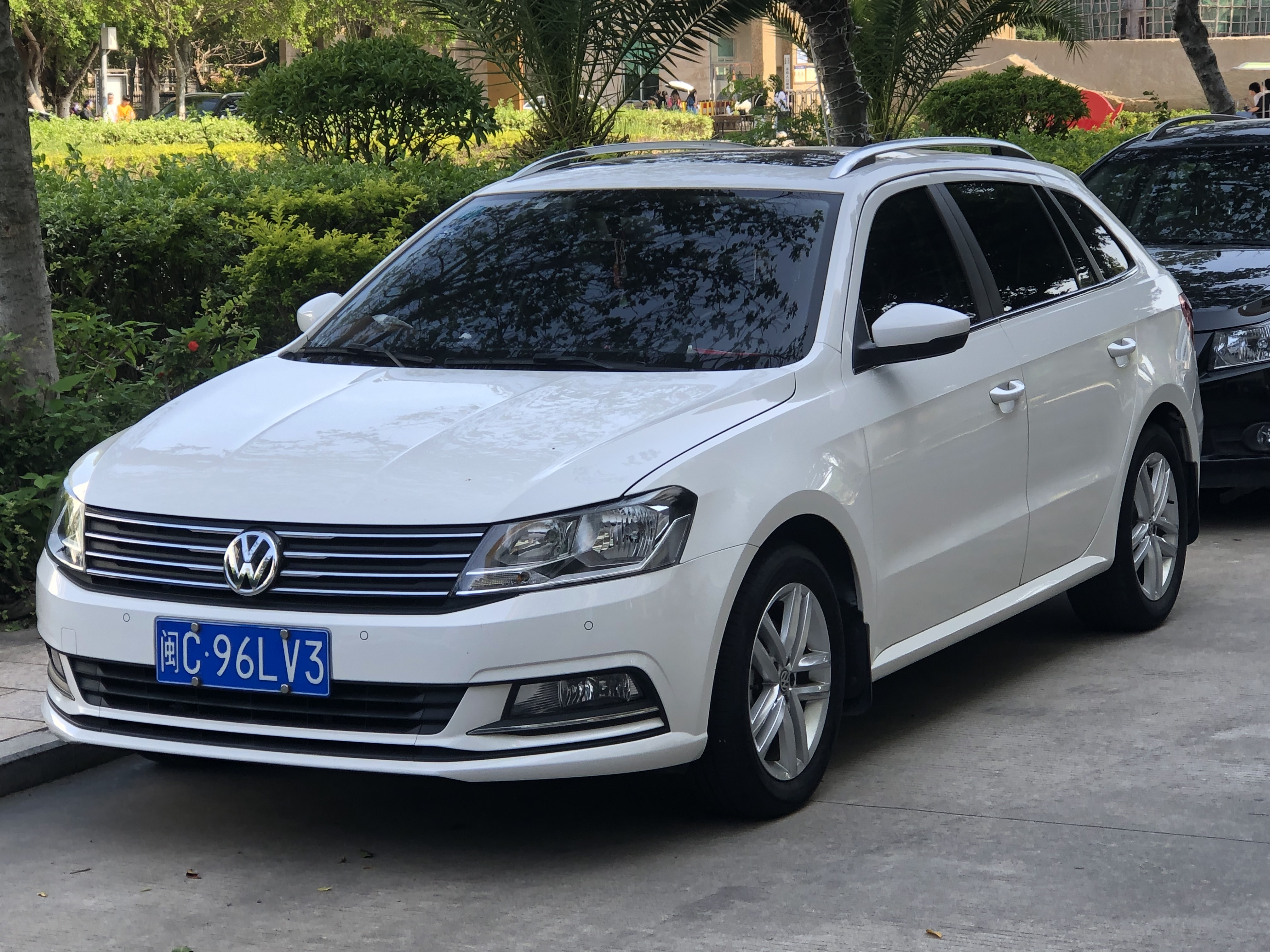
Volkswagen Gran Lavida I po liftingu

Volkswagen Gran Lavida I został zaprezentowany po raz pierwszy w 2013 roku.
Wersja kombi Lavidy też jest produkowana w chińskich zakładach w Szanghaju. Jest sprzedawany pod wersjami hatchback i kombi. W listopadzie 2013 rozpoczęła się produkcja wersji Cross Lavida.

### Lifting
W 2015 roku podobnie jak wersja sedan samochód też przeszedł identyczny lifting. Zmianie uległy takie same elementy co w wersji sedan.

## Trzecia generacja

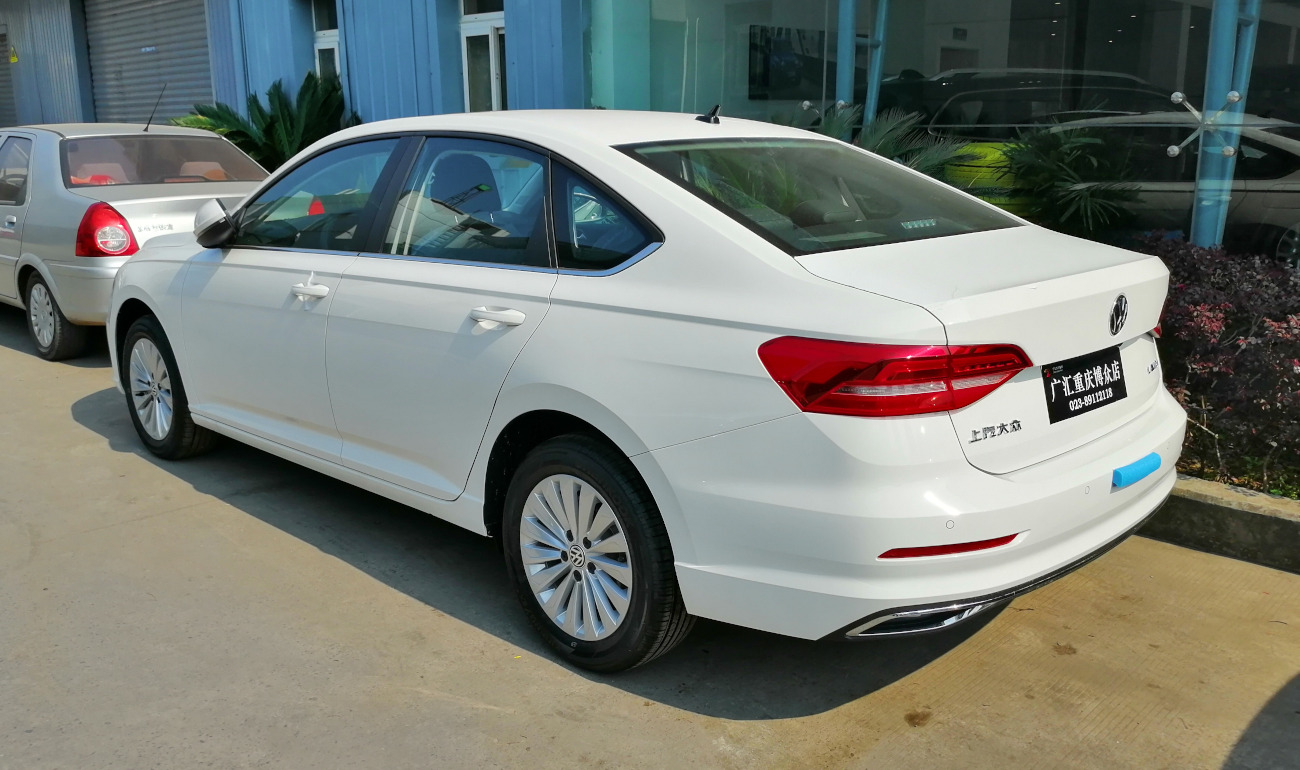
Volkswagen Lavida III przed liftingiem – tył

Volkswagen Lavida III został zaprezentowany wiosną 2018 roku.

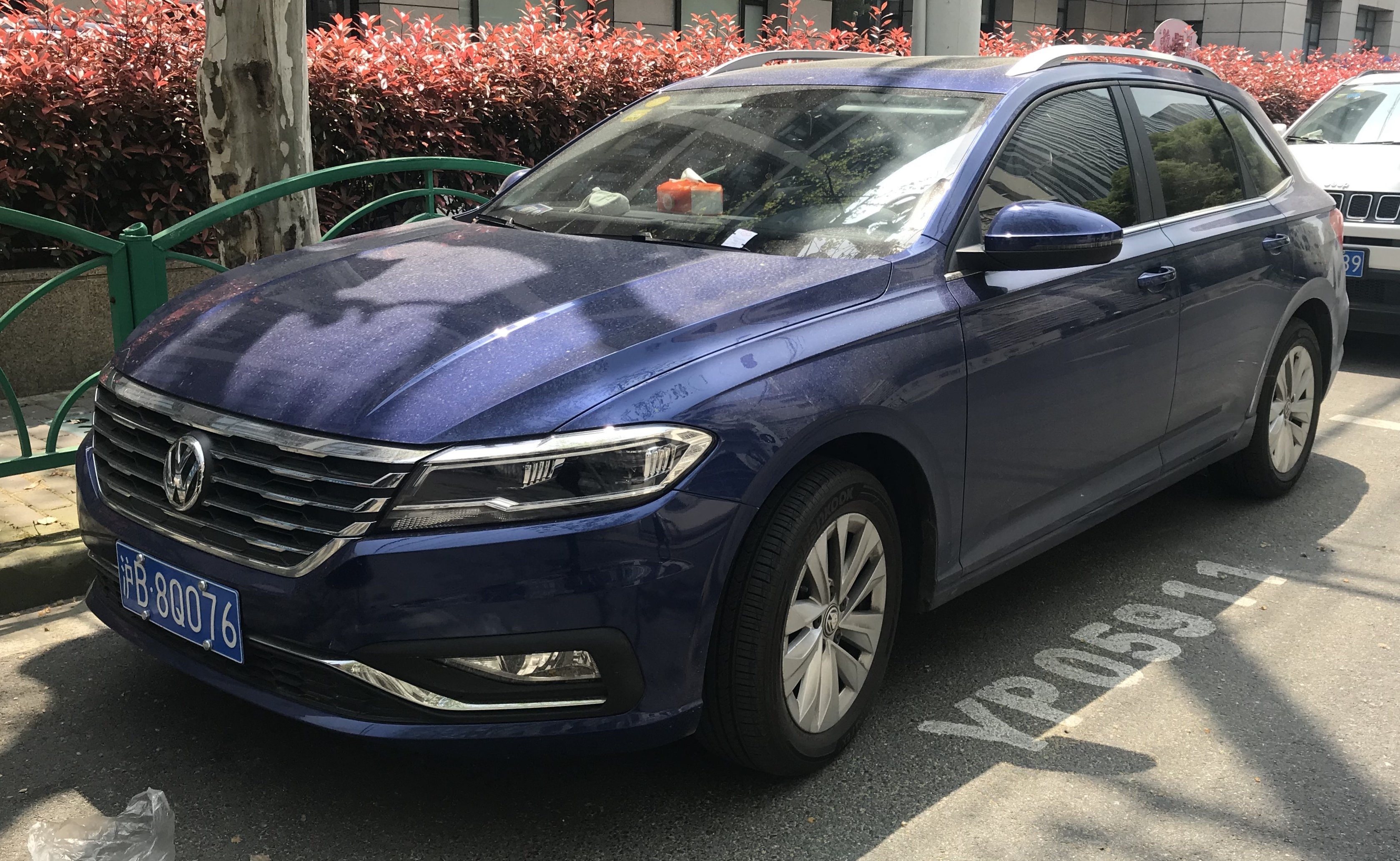
Volkswagen Gran Lavida II przed liftingiem

Trzecia generacja modelu jest sprzedawana pod nazwą Lavida Plus. W lutym 2022 roku samochód przeszedł gruntowny lifting.